# Adin
Adin je křestní jméno, které vzniklo z hebrejského ádin – citlivý, smyslný, něžný, jemný. Svátek má 17. června.

## Domácké podoby
Adínek, Ada, Adouš

## Cizojazyčné podoby
- anglicky: Adin